# スタントン (バージニア州)
スタントン（Staunton）は、アメリカ合衆国バージニア州にある都市。シェナンドー渓谷と呼ばれる地域の中心都市の1つで、Queen City of the Shenandoah Valley（シェナンドー渓谷の女王都市）と呼ばれる。人口は23,746人（2010年国勢調査）。近隣のウェインズボロと共に形成している都市圏は人口118,502人（2010年国勢調査）を数える。
スタントンは第28代大統領ウッドロウ・ウィルソンを生んだ地である。ダウンタウンの東端にあるウィルソンの生家はウッドロウ・ウィルソン大統領図書館として残されている。この大統領図書館をはじめ、世界で唯一現存するブラックフライアーズ劇場のレプリカであるアメリカン・シェイクスピア・センター、バージニア辺境文化博物館などの名所を有し、市内にトーマス・ジャスパー・コリンズの設計によるビクトリア建築様式の建築物200棟以上が建ち並び、5つの歴史地区が指定されているスタントンは、バージニア有数の観光都市となっている。
また、スタントンはメアリー・ボールドウィン大学がキャンパスを構える大学町でもある。同学は1842年に創立したオーガスタ女学校を前身とする私立の女子大学で、世界で唯一の女子士官学校である併設のバージニア女子リーダーシップ学校や、12-16歳の非常に優れた生徒に飛び級で高等教育の機会を与える超優等生プログラム（PEG）といった独自のプログラムを有することで知られている。メアリー・ボールドウィン大学のキャンパスの近くには、1844年に米国聖公会が設立したバージニア女学校を前身とする私立高校、スチュアート・ホール学校が立地している。同校は昼間・男女共学の小中高一貫校と全寮制の女子高校の2部からなっている。

## 歴史

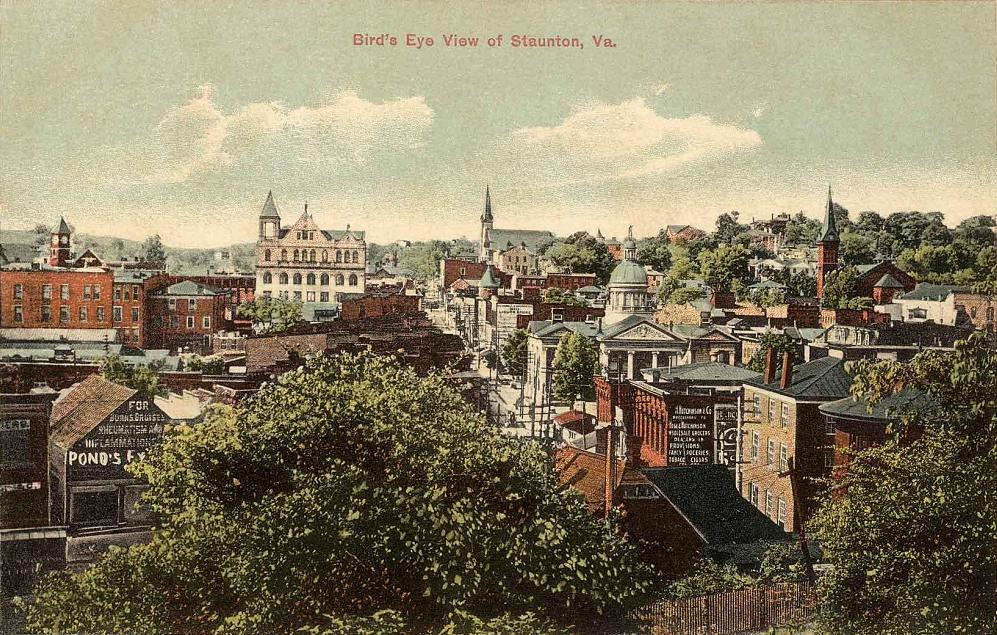
1910年頃のスタントン

この地の歴史は1732年にジョン・ルイスとその一家が入植したことに始まった。4年後の1736年には、後にオーガスタ郡となる土地118,000エーカー（約478km²）がイギリス王室からエセックス郡の豪商ウィリアム・ビバリーに払い下げられた。1746年には、調査官トーマス・ルイスによってこの地に最初の町が建設され、ビバリーにちなんでビバリーズ・ミル・プレイスと名付けられた。翌1747年には、バージニア植民地総督であったウィリアム・グーク卿夫人のレベッカ・スタントンを讃えて、町の名がスタントンに改められた。
1738年から1771年にかけては、バージニア植民地の地理重心に位置していたことから、スタントンには後に北西部領土として知られることになる領土の首都機能が置かれた。独立戦争の最中、1781年6月には、イギリスの攻撃から逃れるために、バージニアの州都が一時的にリッチモンドから内陸に移され、シャーロッツビルを経てスタントンに置かれた。
独立後、スタントンは地の利を活かして通商、交通、産業の中心地として発展した。1854年にはバージニア中央鉄道が開通すると、バージニア州西部の交通と産業の中心地としての様相が強まった。当時、スタントンの工場では馬車、靴、服、毛布が生産されていた。南北戦争中には、スタントンはシェナンドー渓谷における南軍の重要な補給基地であった。1864年6月6日、北軍の少将デイビッド・ハンターは南軍の物資、通信手段、および鉄道を断絶させるべく10,000人の兵を率いてスタントンに進攻し、その翌日に鉄道駅、倉庫、工場を焼き払った。店舗の商品は略奪され、物資は没収された。しかし、それら以外の町内の建物は無傷で残された。終戦後、1871年にスタントンは正式な町になり、その後数十年にわたって、町は経済成長と建設ブームに沸いた。1902年には、スタントンは独立市となった。1908年には、世界の市政府で初めてシティー・マネージャーが置かれた。それ故に、スタントンはシティー・マネージャー制発祥の地と呼ばれている。

## 地理

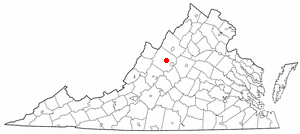
バージニア州内の位置

スタントンは北緯38度9分29秒 西経79度4分35秒 / 北緯38.15806度 西経79.07639度に位置している。ワシントンD.C.の南西約210km、リッチモンドの北西約170km、ロアノークの北東約125kmに位置する。市はアパラチア山脈の主脈とブルーリッジ山脈に挟まれた谷間にシェナンドー川が流れる、シェナンドー渓谷と呼ばれる地域の（狭義での）南端に位置している。市の標高は432mである。
アメリカ合衆国国勢調査局によると、スタントン市は総面積51.0km²（19.7mi²）で、全域が陸地である。スタントン・ウェインズボロ小都市圏はスタントンと近隣のウェインズボロの2独立市、およびオーガスタ郡にまたがっている。
スタントンはバージニア州の大部分、および東海岸の大部分の地域同様、ケッペンの気候区分では温暖湿潤気候（Cfa）に属している。しかし、沿岸のノーフォークや州中央部のリッチモンドに比べると、冬の寒さが若干厳しく、内陸に入る分大陸性気候の様相を呈する。最も暖かい7月の平均気温は22.6℃、最も寒い1月の平均気温は-0.7℃である。降水は1年を通じて平均的にあるが、5月から10月にかけては他の月に比べてやや多くなる。年間降水量は920mm程度である。

## 交通

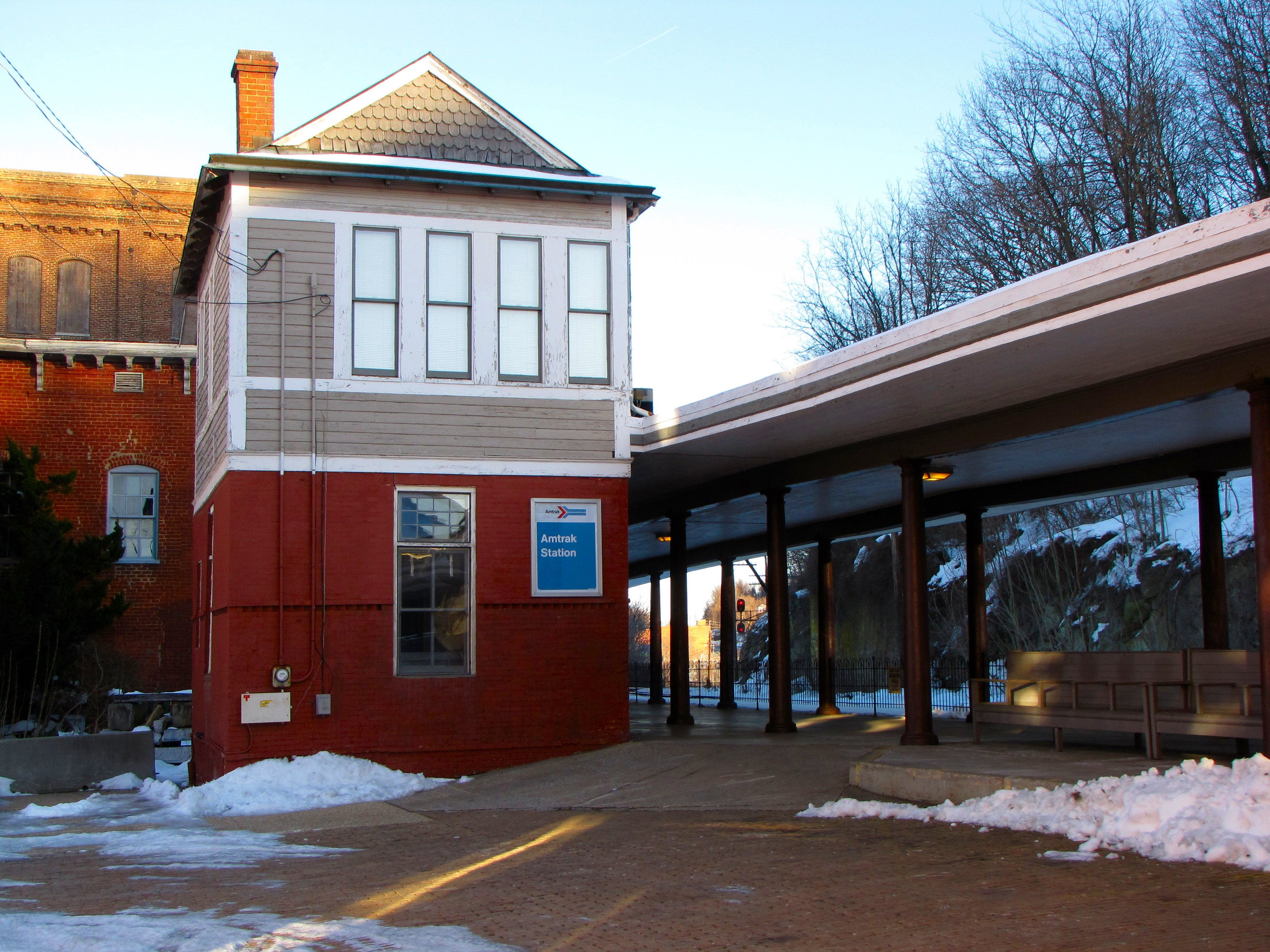
アムトラックのスタントン駅

### 空港
スタントンに最も近い商業空港は、市の中心部から北東へ約20kmに立地するシェナンドー・バレー地域空港（IATA: SHD）である。この空港にはワシントン・ダレス国際空港からのユナイテッド航空（ユナイテッド・エキスプレス）の便のみが発着している。より発着便数の多い空港としては、スタントンから東へ約55km、シャーロッツビルの北に立地するシャーロッツビル・アルベマール空港も車で約1時間と、利用可能な距離にある。この空港にはユナイテッド航空のほかデルタ航空やUSエアウェイズも就航しており、ワシントンD.C.のほか、アトランタ、デトロイト、シャーロット、フィラデルフィア、およびニューヨークへの便もある。

### 鉄道
ダウンタウンの南にはアムトラックのスタントン駅があり、ニューヨークとシカゴをシンシナティ経由で結ぶカーディナル号が一週間に3往復停車する。

### 道路
スタントンでは州間高速道路81号線と州間高速道路64号線の2本の州間高速道路が合流/分岐する。I-81はバージニア州西部の山岳地帯を縦断して走っており、南西へはロアノークへ、また北東へはヘイガーズタウンやペンシルベニア州へと通ずる。I-64はスタントンから東へリッチモンドやノーフォークへ、またレキシントンでI-81と分岐して西へウェストバージニア州へと通ずる。I-81から分岐して市を取り囲むように南側と西側を通っているバージニア州道262号線は高速道路規格になっており、スタントンの環状道路としての役割を果たしている。

## 姉妹都市
スタントンは以下1都市と姉妹都市提携を結んでいる。
- ヴィシェウ・デ・スス（ルーマニア）

## 註
1. 1 2  American FactFinder. U.S. Census Bureau. 2011年2月4日.
2. ↑  McNair, Dave. ON ARCHITECTURE - Eye candy: Staunton cures visual blues. The Hook. 2006年1月5日.
3. ↑  About the VWIL Program. Virginia Women's Institution for Leadership, Mary Baldwin College.
4. ↑  About PEG. Mary Baldwin College.
5. ↑  Home. Stuart Hall School.
6. ↑  From the First Court to the First Indian War. Waddell's Annals of Augusta County, Virginia, from 1726 to 1871. Ch.3. p.52. RoaneTNHistory.org.
7. ↑  Room, Adrian. Dictionary of World Place Names Derived from British Names. p.168. Taylor & Francis. 1989年. ISBN 9780415028110.
8. 1 2  History Archived 2014年6月27日, at the Wayback Machine.. Augusta County, Virginia.
9. ↑  Staunton Virginia History. Charlottesville-Area-Real-Estate.com.
10. ↑  Virginia: Individual County and Independent City Chronologies. The Newberry Library. 2003年.
11. ↑  City Council. City of Staunton.
12. ↑  Historical Weather for Staunton, Virginia, United States of America. Weatherbase.com.
13. ↑  Cardinal. P2. Amtrak. 2016年1月11日. 2016年7月16日閲覧 （PDFファイル）